# Isidore-René Jacob-Paquin
Pour les articles homonymes, voir Jacob (homonymie) et Paquin.
Isidore-René Jacob-Paquin, né le 9 avril 1862 à Paris et mort le 20 décembre 1907 dans cette même ville, est un grand couturier français.

## Biographie
Isidore-René Jacob est le fils de Julie Emerique et d'Isaac-David Jacob, dit « Paquin », un commerçant mort avant la naissance de son fils. Isidore débute comme employé de banque avant de diriger une succursale de la maison Bernhard-Carpentier à Levallois.
C'est sous le pseudonyme de « Paquin », déjà porté par ses parents, qu'Isidore Jacob se fait connaître comme grand couturier au début des années 1890. Initialement associé à la maison « Paquin, Lalanne et Cie », où il a rencontré son épouse, c'est avec cette dernière qu'il a racheté les parts de Mme Lalanne en 1889.

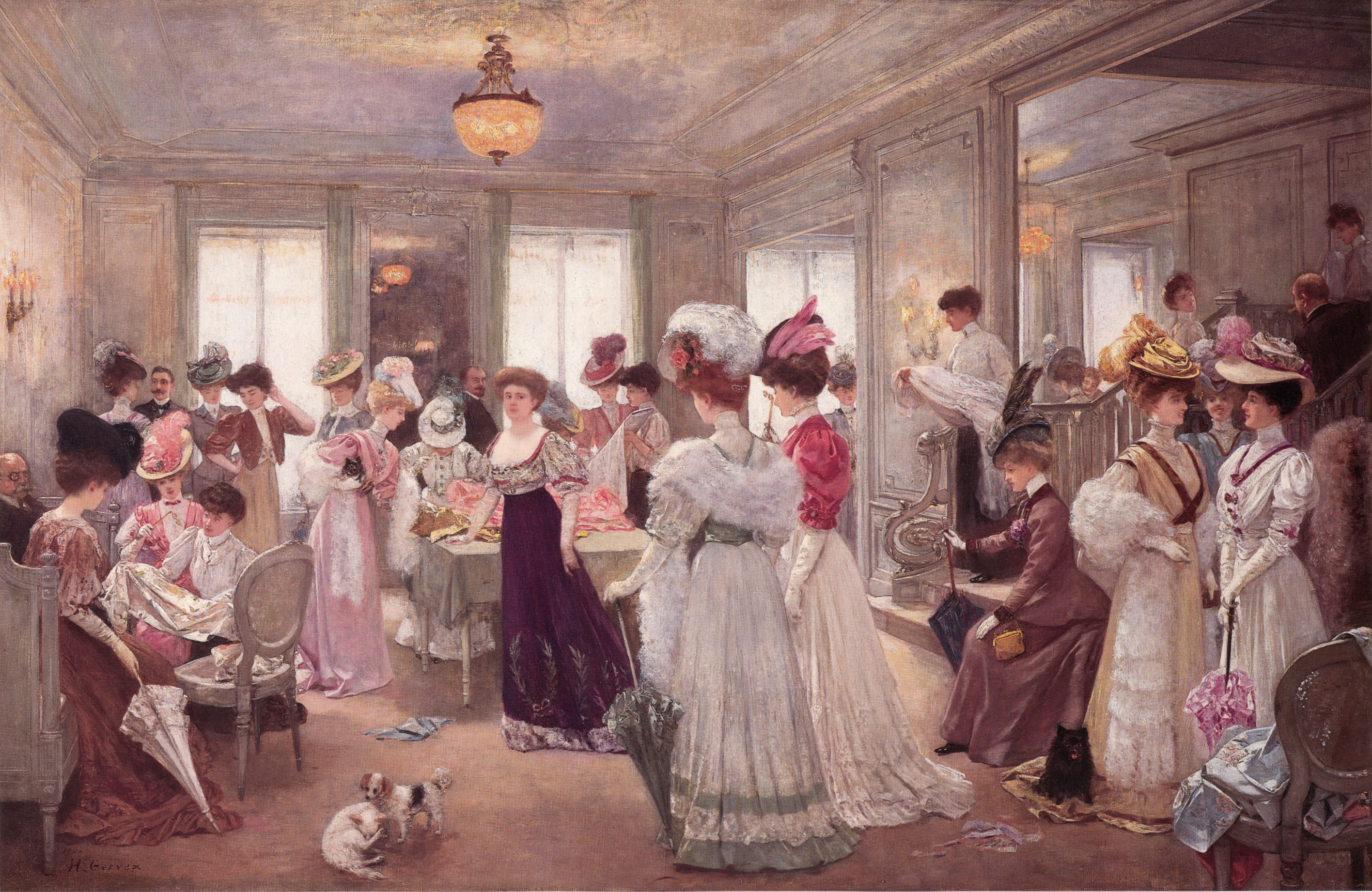
Henri Gervex, Cinq heures chez Paquin, 1906.

La maison Paquin, située au no 3 de la rue de la Paix, est alors l'une des plus réputées de la capitale. En 1896, son succès permet sa transformation en société anonyme au capital de 12 millions de francs, sous la direction de M. Paquin. Son siège social est installé à Londres, dans Dover Street, l'enseigne de la rue de la Paix devenant ainsi une succursale. Vers 1900, cette dernière n'emploie pas moins de 850 ouvrières et ouvriers.
Par décret présidentiel du 27 juin 1897 et par un jugement en date du 2 août 1898, Isidore Jacob obtient l'autorisation de rajouter « Paquin » à son patronyme.
Au Salon de 1906, le peintre Henri Gervex immortalise les époux Paquin et leur boutique dans une toile intitulée Cinq heures chez Paquin. Isidore y est représenté à l'arrière-plan, à gauche. Le portrait en pied d'Isidore Paquin par Alfred Roll, notamment exposé par la Société nationale des beaux-arts en 1908, est conservé au Musée des beaux-arts de Lyon.
Gravement malade depuis deux ans, Paquin meurt le 20 décembre 1907 en son hôtel du no 4 de l'avenue d'Iéna. Il est inhumé au cimetière de Montmartre le 22 décembre.
Après la mort d'Isidore, son épouse Jeanne-Marie-Charlotte, née Beckers, reprend la direction de la maison Paquin, dont la renommée va perdurer pendant plusieurs décennies.

### Une cible des antidreyfusards

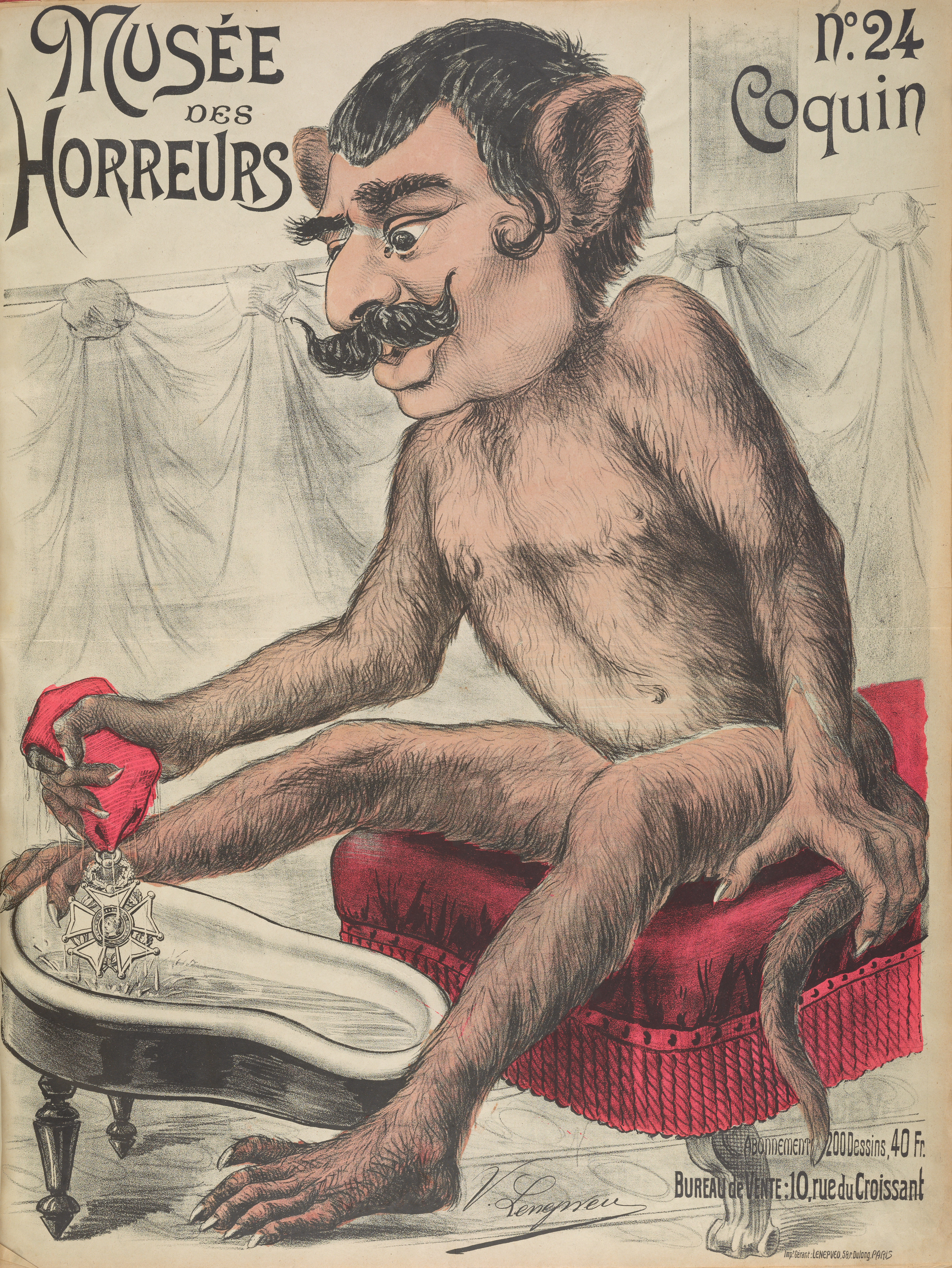
Caricature de Coquin (Paquin) par V. Lenepveu (1900).

En 1898, Paquin assiste au procès d’Émile Zola, où une altercation suivie d'un envoi de témoins l'oppose à Paul Déroulède, président de la Ligue des patriotes. Reposant sur un malentendu, l'incident n'entraîne finalement pas de duel mais signale durablement Paquin à la vindicte des antidreyfusards et en particulier des antisémites, Paquin étant juif. Il fait également partie des premiers cercles dreyfusards, car c'est par l'intermédiaire du grand couturier que Zola écrit à Fernand Labori pendant son exil londonien.
L'hostilité des antidreyfusards à l'encontre d'Isidore Jacob-Paquin est ravivée en 1900 quand, par décret du 19 février, celui-ci est nommé chevalier de la Légion d'honneur sur rapport du ministre du commerce, Alexandre Millerand. Dans L'Intransigeant d'Henri Rochefort, Charles Roger affirme que Jeanne Paquin est la cousine de Mme Millerand et, surtout, que le couturier aurait eu une entrevue avec le chef du gouvernement, Pierre Waldeck-Rousseau, au sujet du financement d'un journal dreyfusard.
L'affaire est même portée devant la chambre des députés, où le comte d'Aulan interpelle le ministre lors de la séance du 23 mars. Le député nationaliste et antisémite relaie les accusations des antidreyfusards, en déclarant que Paquin n'aurait pas été médaillé aux expositions de Moscou (1891) et Saint-Pétersbourg (1899), que son âge l'empêche d'avoir les « 21 ans de pratique commerciale » indiqués dans l’Officiel, que sa société (Paquin Limited) est étrangère et, qu'en réalité, il n'aurait été décoré que pour avoir « sauvé de la faillite un journal juif et par conséquent gouvernemental ». De nombreuses infractions aux lois du travail sont également reprochées au couturier et mentionnées par Julien Goujon dans une proposition d'ordre du jour motivé, qui est finalement rejetée.
L'acharnement des antidreyfusards vaut à Paquin de figurer, sous les traits d'un singe trempant dans un bidet la croix de la Légion d'honneur, au no 24 de la série de caricatures antidreyfusardes et antisémites du Musée des Horreurs. Il y est rebaptisé « Zidor Jacob » et « Coquin ».
En février 1901, à l'occasion d'une grève des ouvrières de la confection et de la couture, Paquin est la cible de cris antisémites (« Conspuez Paquin ! À bas le Juif ! »), notamment proférés par Jacques Robert, délégué général de la Ligue des patriotes et président de la Jeunesse républicaine plébiscitaire.